# Гордон, Фабиан

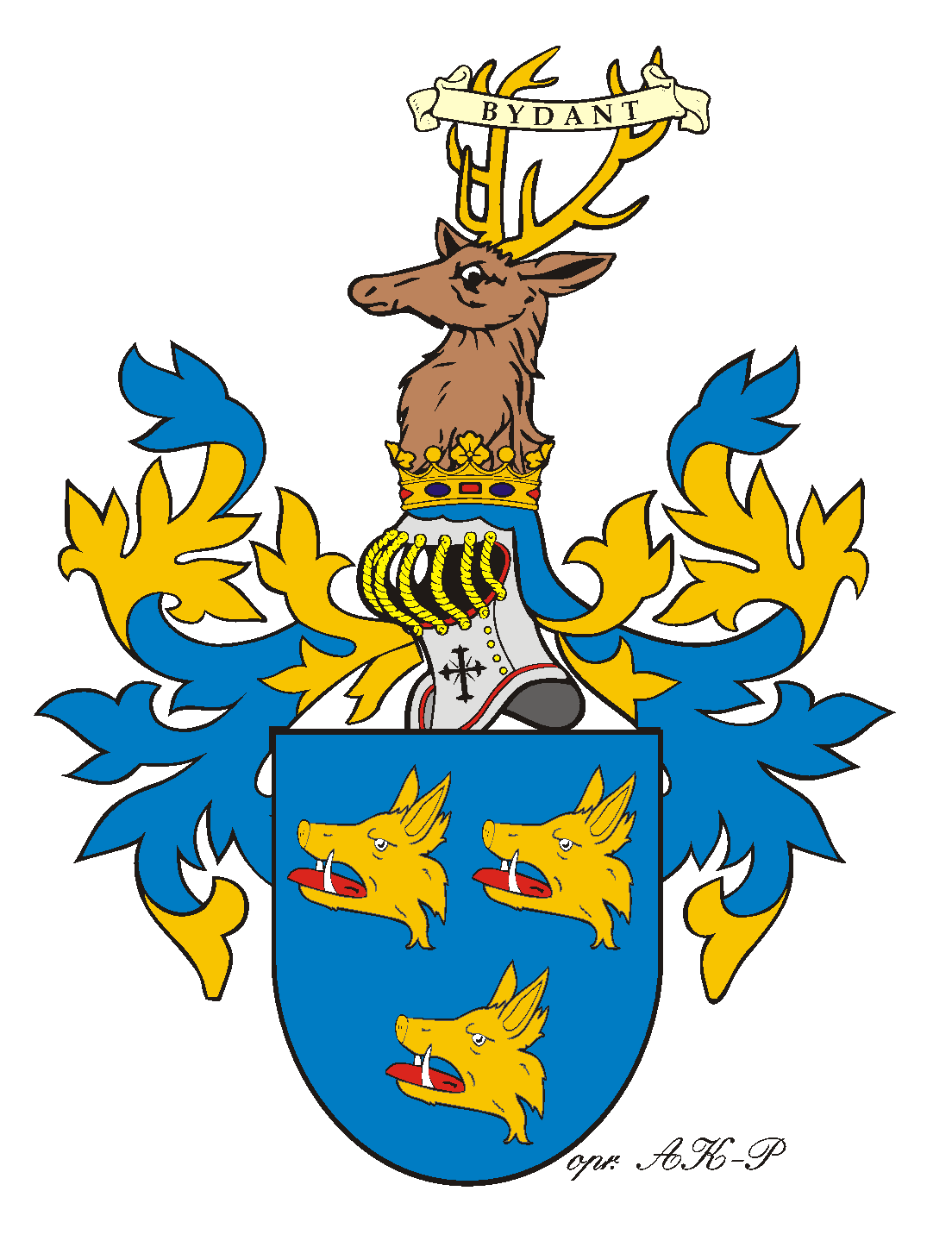
Герб польских Гордонов — «Быдант»

Фабиан Гордон (пол. Fabian Gordon, годы рождения и смерти неизвестны) — польский дворянин и офицер, участник Барской конфедерации и восстания Костюшко.

## Барская конфедерация
Представитель польского шляхетского род Гордон герба «Быдант». Родился около 1750 года в семье Александра и Магдалены Гордон де Хантли. Его семья происходила из шотландского клана Гордонов, члены которого в XVII веке переселились в Польшу и владели поместьями в Королевской Пруссии. В 1766 году Фабиан Гордон в качестве кадета был записан в кавалерийский полк коронной гвардии и в 1768 году получил подтверждение индигената. В 1769 году получил чин хорунжего. После создания конфедерации в Поморье (17 августа 1769 года) Фабиан Гордон присоединился к конфедератам и в звании ротмистра под командованием Михаила Владислава Льниского принимал участие, в частности, в битве под Кцыней (21 января 1770 года). С января 1770 года Фабиан Гордон находился под командованием генералов Яна Липинского и Павла Скоржевского, принимал участие с стычках с пруссаками в Великой Польше. После ряда неудач польские формирования рассеялись, а офицеры вместе с Гордоном укрылись в Гданьске, где вскоре организовали отряд конницы, который отличился во время обороны Косьцяна от пруссаков. В это время Гордон получил чин майора. 10 ноября 1770 года поляки потерпели поражение под Руновом. Командиры Скоржевский и Липинский были взяты в плен, а Фабиан Гордон принял на себя командование отрядами конфедератов в Поморье. В качестве основной задачи он занимался наборов новобранцев и сбором налогов в Великой Польше и на Куявах. В октябре 1771 года Фабиан Гордон получил Генеральной рады Барской конфедерации приказ идти на юг страны и оказался в Бельско-Бяле, где 21 февраля 1772 года получил от чин полковника. Участвовал в боях с русскими под Краковом и взятии замка Вавель.
26 апреля 1772 года Вавельский замок капитулировал перед русской армией. Фабиан Гордон попал в русский плен. Ему грозила ссылка в Сибирь, но его прежний командующий в Великопольше Юзеф Заремба смог его защитить. Фабиан Гордон уехал в Гданьск, где находился до 1773 года.

## Коронная армия
После поражения Барской конфедерации Фабиану Гордону пришлось начинать свою военную карьеру с самого начала, с чина прапорщика, потому что польское командование не признавало его чины, полученные во время Барской конфедерации. Только в 1777 году он получил чин адъютанта в Первой Великопольской бригаде коронной кавалерии, в 1782 году получил чин поручика, в 1789 года он стал майором. В этом же году Фабиан Гордон вновь получил от короля индигенат, подтверждающий его дворянское происхождение. Во время Русско-польско войны 1792 года бригада Гордона находилась под командованием бригадира Антония Мадалинского и вице-бригадира Яна Генрика Домбровского. Фабиан Гордон занимался организацией и обучением личного состава. В войне Великопольская бригада участия не принимала.

## Восстание Костюшко
Очень мало известно о действиях Гордона во время восстания под руководством Тадеуша Костюшко. Он сыграл в восстание важную роль в качестве организатора. В начале восстания он получил чин вице-бригадира, а в ноябре 1794 года стал бригадиром. 19 ноября 1794 года Фабиан Гордон капитулировал вместе со своим бывшим боевым товарищем со времен Барской конфедерации, Павлом Скоржевским, как один из последних командиров восстания.
О дальнейшей судьбе Фабиана Гордона ничего не известно, также не известно, создал ли он семью.